# Південно-Стинавське нафтове родовище
Південно-Стинавське нафтове родовище — належить до Бориславсько-Покутського нафтогазоносного району Передкарпатської нафтогазоносної області Західного нафтогазоносного регіону України.

## Опис
Розташоване у Сколівському районі Львівської області на відстані 19 км від м. Стрий.
Приурочене до північно-західної частини Бориславсько-Покутської зони, пов'язане з Південно-Стинавською складкою другого ярусу структур.
Підняття виявлене в 1985 р. Південно-Стинавська складка являє собою асиметричну антикліналь, яка простягається З півночі-зах. на півд.-сх. Розміри структури по ізогіпсі — 4300 м 3,7х2,8 м, висота 500 м. У 1991 р. з відкладів менілітової світи (інт. 4677-4712 м) отримано фонтан нафти дебітом 14,8 м³/добу на діафрагмі діаметром 3,5 мм. 
Поклад пластовий, склепінчастий, тектонічно екранований. Режим покладу пружний та розчиненого газу. Колектори — пісковики та алевроліти олігоцену. 
Експлуатується з 1993 р. Запаси початкові видобувні категорій А+В+С1: нафти — 340 тис. т. Густина дегазованої нафти 849 кг/м³. Вміст сірки у нафті 0,32 мас.%.